# Mazomanie (Wisconsin)

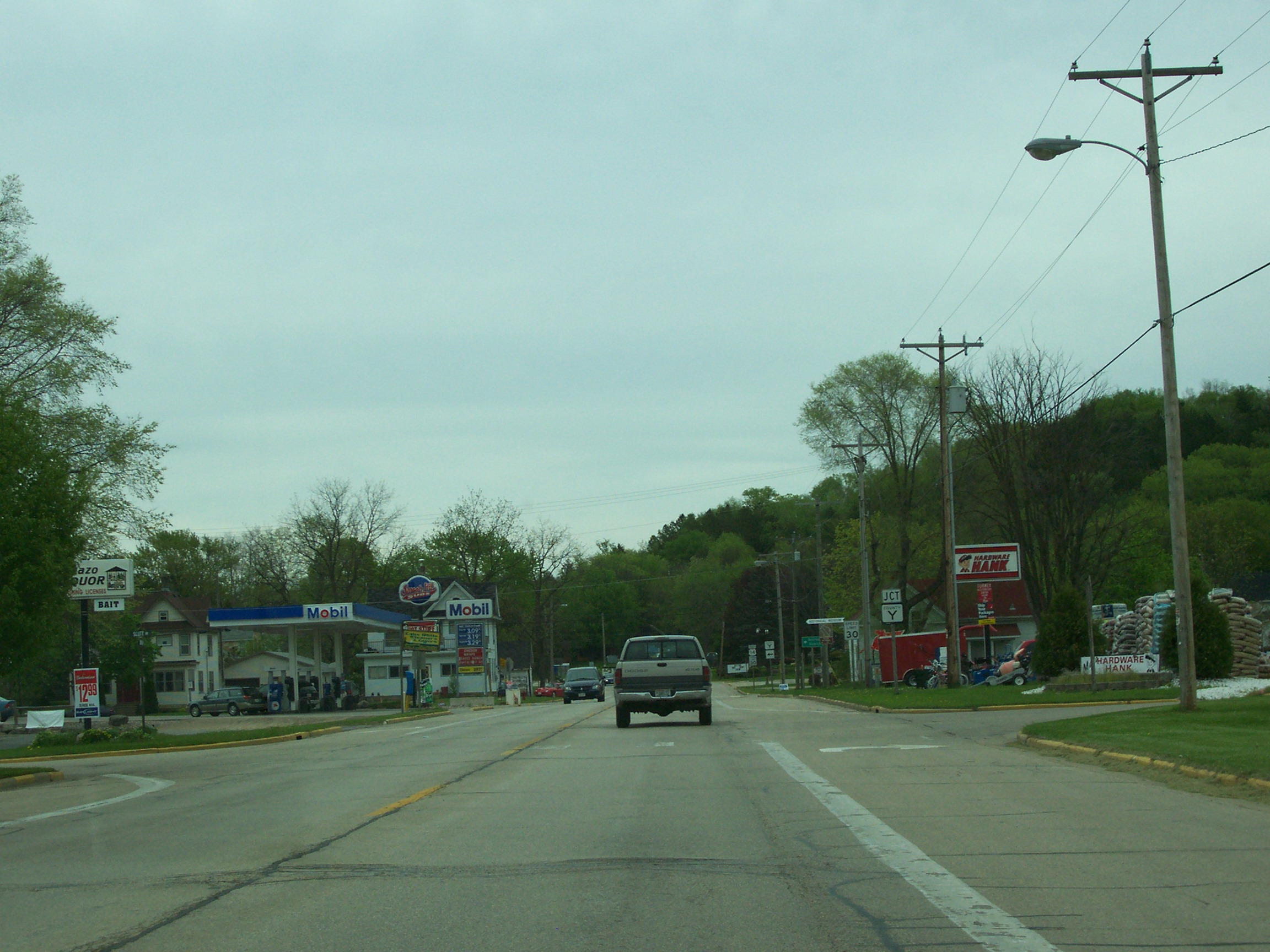
Mirando hacia el este en Mazomanie

Mazomanie es una villa ubicada en el condado de Dane en el estado estadounidense de Wisconsin. En el Censo de 2010 tenía una población de 1.652 habitantes y una densidad poblacional de 343,66 personas por km².

## Geografía
Mazomanie se encuentra ubicada en las coordenadas 43°10′21″N 89°47′40″O / 43.17250, -89.79444. Según la Oficina del Censo de los Estados Unidos, Mazomanie tiene una superficie total de 4.81 km², de la cual 4.74 km² corresponden a tierra firme y (1.45%) 0.07 km² es agua.

## Demografía
Según el censo de 2010, había 1.652 personas residiendo en Mazomanie. La densidad de población era de 343,66 hab./km². De los 1.652 habitantes, Mazomanie estaba compuesto por el 94.61% blancos, el 1.69% eran afroamericanos, el 0.18% eran amerindios, el 1.15% eran asiáticos, el 0% eran isleños del Pacífico, el 1.51% eran de otras razas y el 0.85% pertenecían a dos o más razas. Del total de la población el 2.36% eran hispanos o latinos de cualquier raza.